# Terence Rattigan

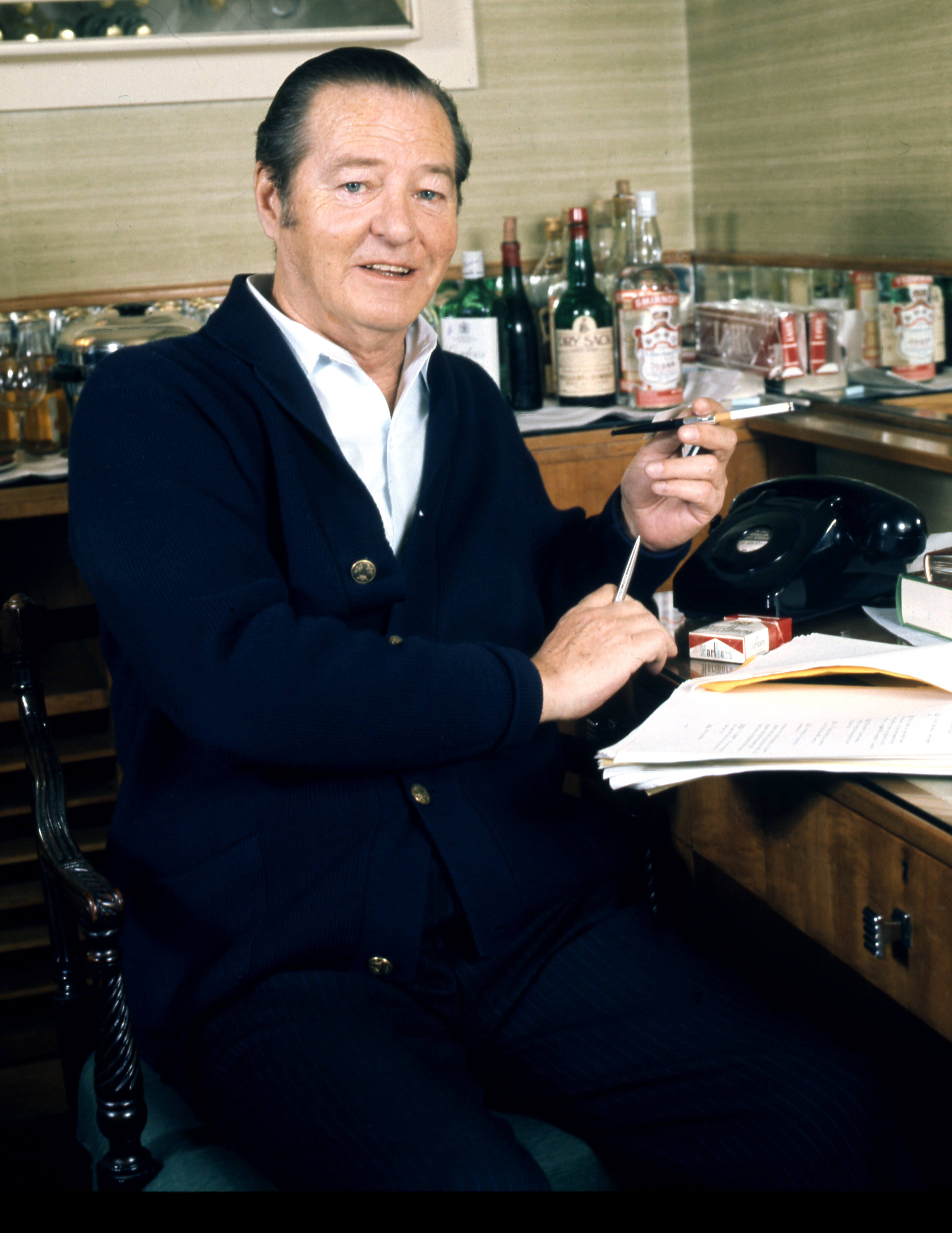
Terence Rattigan, 1973 fotografiert von Allan Warren.

Sir Terence Mervyn Rattigan ['rætɪgan] CBE (* 10. Juni 1911 in London; † 30. November 1977 in Hamilton) war ein britischer Dramatiker und Drehbuchautor. Er schrieb Gesellschaftslustspiele und zeitnahe Problemstücke, darunter Der Fall Winslow (1946), Konflikt des Herzens (1948) und Tiefe blaue See (1952). Er gehörte in der Mitte des 20. Jahrhunderts zu den am häufigsten aufgeführten Theaterautoren im englischsprachigen Raum, wo seine Hauptwerke bis heute regelmäßig auf Spielplänen zu finden sind. Ein Großteil der Stücke Rattigans wurden mitunter mehrfach verfilmt.

## Leben und Werk
Terence Rattigan wurde 1911 in South Kensington, London, in eine Familie irischer Abstammung geboren. Sein Vater war der Diplomat Frank Rattigan CMG. Rattigan besuchte von 1920 bis 1925 zwei Internate, zunächst die Sandroyd School, damals in Cobham, Surrey, und dann die Harrow School. Anschließend besuchte er das Trinity College in Oxford.
Den Durchbruch als Dramatiker hatte Rattigan fünfundzwanzigjährig mit seinem dritten Stück, der Komödie French without Tears von 1936, die in einer Sprachschule spielt. Inspiriert wurde sie von einem Aufenthalt im Schwarzwalddorf Marxzell im Jahr 1933, wo junge englische Herren Deutsch lernen sollten.
Der Erfolg seiner nächsten Stücke wurde durch den Beginn des Zweiten Weltkriegs beschränkt: Das ernstere Sozialdrama After the Dance von 1939 hatte wegen des Beginns des Krieges nur eine kurze Laufzeit. Seine zusammen mit Anthony Goldsmith im selben Jahr verfasste Satire über Nazi-Deutschland Follow my Leader erhielt durch die Zensur keine Aufführungserlaubnis, da man im Zeitgeist des Appeasements eine Beleidigung Deutschlands fürchtete. 1940 konnte doch noch eine Urauführung stattfinden.
Während des Krieges diente Rattigan als Heckschütze der Royal Air Force; seine Erfahrungen dienten als Inspiration für „Flare Path“. Im Jahr 1943 wurde Rattigan, damals Flight Lieutenant der RAF, zur Filmproduktionseinheit der RAF versetzt, um an den Filmen The Way to the Stars (einer Adaption des Stücks „Flare Path“) und Journey Together zu arbeiten.
In einer Zeit als 250 Aufführungen als großer Erfolg galten, erreichten schon Rattigans frühe Werke jeweils mehr als tausend Aufführungen. In den Jahren nach dem Krieg etablierte sich Rattigan als einen der führenden Bühnenautoren Großbritanniens. Ständig wechselnd zwischen komischen und tragischen Stoffen, war er für eine ganze Reihe der erfolgreichsten Theaterstücke dieser Zeit verantwortlich. Darunter waren insbesondere die Stücke The Winslow Boy (1946), The Browning Version (1948), The Deep Blue Sea (1952), und Separate Tables (1954). Seit The Winslow Boy war er auch einer der führenden Autoren in den USA.
Seine Darstellung häufig unterdrückter Emotionen, der Bezug auf eine ältere dramatische Tradition und die handwerkliche Form des well-made-plays, handelten ihm nach dem überragenden Erfolg John Osbornes Look Back in Anger 1956 und dem Durchbruch der Angry Young Men in der britischen Literaturszene, regelmäßig den Vorwurf ein altmodisch oder gar aus der Zeit gefallen zu sein.
Seine späteren Stücke konnten, obwohl von einzigen Kritikern und dem einem Teil des Publikums weiterhin geschätzt, nie mehr an seine früheren Erfolge anknüpfen. Der jüngeren Generation galten seine Werke als Antithese eines sozial und politisch engagierten Theaters.
Rattigan war homosexuell, was unter seinen Freunden und Kollegen bekannt war, jedoch nicht der Öffentlichkeit. Erst nach der Dekriminalisierung in Großbritannien 1967 begann er offen mit dem Thema umzugehen. In diesem Licht wurden Repression und geheim gehaltene Gefühle als zentral für sein Werk erkannt und sind heute für dessen Rezeption zentral. Teilweise bearbeitete er seine Werke im Nachhinein selbst so, dass das vormalige Tabuthema Homosexualität offen zu Tage trat.
Er kämpfte ab 1962 mit einer Leukämie-Erkrankung. Er schätzte das Swinging London der Sechzigerjahre gering und zog nach Bermuda. Obwohl er als Theaterautor aus der Mode gekommen, verdiente er beachtliche Summen als Drehbuchautor für internationale Filmproduktionen, dessen Name bekannt und prestigeträchtig war. Zeitweilig gehörte er zu den am höchsten bezahlten Drehbuchautoren der Welt.
Rattigan wurde 1971 für seine Verdienste um das Theater zum Ritter geschlagen. Eine Ehre die bis dato nur sehr wenigen Dramatikern zuteilgeworden war. Rattigan starb in Hamilton, Bermuda am 30. November 1977 an einem Knochentumor. Seine Urne wurde auf dem Kensal Green Cemetery in London beigesetzt. Sein gesamter Nachlass ging an eine gemeinnützige Stiftung deren Einnahmen an ein Altersheim für Schauspieler fließen.

## Rezeption
Für sein Drehbuch zu dem britischen Spielfilm Konflikt des Herzens erhielt er beim Filmfestival Cannes 1951 den Preis für das beste Drehbuch. Bei der Oscarverleihung 1953 war er für seine Arbeit an dem Film Der unbekannte Feind für den Oscar in der Kategorie Bestes Originaldrehbuch nominiert. 1959 folgte eine weitere Oscar-Nominierung, dieses Mal in der Kategorie Bestes adaptiertes Drehbuch.
Obwohl sein Werk ab den späten Fünfzigerjahren als altmodisch galt und dem Stil der Vorkriegszeit verhaftet galt, erfreute es sich weiter eines gewissen Erfolgs beim Publikum, wenn auch nicht bei der Kritik, die ihn mit dem älteren Zeitgenossen Noël Coward. Ab den Neunzigern setzte eine neue kritische Wertschätzung und auch wissenschaftliche Auseinandersetzung mit Rattigans Werk ein. Einen Schwerpunkt bildet dabei die Auseinandersetzung mit dem teilweise recht offen zutage liegenden homosexuellen Themen im Subtext der Stücke.
Fast alle Werke Rattigans wurden ins Deutsche übersetzt, teils sogar mehrfach. Besonders viele Stücke wurden von Alfred H. Unger ins Deutsche übertragen. Nicht lange nach den Londoner Premieren wurden sie an verschiedenen Häusern im deutschen Bühnen erstaufgeführt. Heute sind sie im deutschsprachigen Raum eher selten auf Spielplänen zu finden.

## Theaterstücke
- 1934 First Episode (zusammen mit Philip Heimann)
- 1935 A Tale of Two Cities (Adaption nach Dickens zusammen mit John Gielgud, im Radio gesendet 1950, urraufgeführt 2013)
- 1936 French Without Tears (deutsch: Parlez-vous francais?), UA: 06.11.1936 London, Criterion, DSE: 10.05.1952 Bremen, Kammerspiele.
- 1939 After the Dance
- 1940 Follow My Leader (mit Anthony Maurice)
- 1940 Grey Farm
- 1942 Flare Path
- 1943 While the Sun Shines
- 1944 Love In Idleness (deutsch: Herzsprünge/Liebe in Müßiggang), UA: 20.12.1944 London, Lyric,  DSE: 10.11.2018 Baden-Baden, Theater.
- 1946 The Winslow Boy (deutsch: Der Fall Winslow), UA: 25.03.1946 London, Lyric, DE: 25.10.1949 Düsseldorf, Schauspielhaus.
- 1948 Harlequinade (deutsch: Harlekinade), UA: 08.09.1948 London, Phoenix, DSE: 22.12.1954 Frankfurt, Theater am Roßmarkt.
- 1948 The Browning Version (deutsch: Das Abschiedsgeschenk), UA: 08.09.1948 London, Phoenix, DSE: 22.12.1954 Frankfurt, Theater am Roßmarkt.
- 1949 Adventure Story (deutsch: Geschichte eines Abenteurers), UA: 07.03.1949 London, St. James, DSE: 18.01.1952 Oldenburg, Staatstheater.
- 1950 Who is Sylvia? (deutsch: Wer ist Sylvia?), UA: 24.10.1950 London, Criterion.
- 1952 The Deep Blue Sea (deutsch: Tiefe blaue See/Lockende Tiefe), UA: 06.03.1952 London, Duchess, DSE: 30.01.1953 Berlin, Theater am Kurfürstendamm.
- 1953 The Sleeping Prince (deutsch: Der schlafende Prinz), UA: 05.11.1953 London, Phoenix, DSE: 14.12.1957 Frankfurt, Kleines Theater im Zoo.
- 1954 Separate Tables (deutsch: An Einzeltischen), UA: 22.09.1954 London, St. James, DE: 07.10.1957 Berlin, Renaissance Theater.
- 1958 Variation on a Theme (deutsch: Variationen über ein Thema), UA: 08.05.1958 London, Globe.
- 1960 Ross (deutsche Übersetzung unter gleichem Titel von Erich Fried), UA: 12.05.1960 London, Haymarket.
- 1960 Joie de Vivre (mit Robert Stolz und Paul Dehn, Musical-Adaption von French Without Tears)
- 1963 Man and Boy (deutsch: Finale), UA: 04.09.1963 London, Queens.
- 1970 A Bequest to the Nation (deutsch: Ein Vermächtnis an die Nation), UA: 23.09.1970 London, Haymarket.
- 1973 In Praise of Love (deutsch: Liebe ist der Liebe Preis), UA: 27.09.1973 London, Duchess, DSE: 04.09.1975 Berlin, Renaissance Theater.
- 1973 Before Dawn
- 1976 Duologue
- 1977 Cause Célèbre (deutsch: Mordprozeß/Der Sensationsprozeß), UA: 04.07.1977 London, Her Majesty's.

## Fernsehspiele
Stücke die für eine Urrauführung im Fernsehen geschrieben wurden. Adaptionen von Bühnenwerken sind unter Filmografie gelistet.
- 1951 The Final Test (Fernsehausstrahlung: 1951; Verfilmung: 1953)
- 1962 The Largest Theatre in the World: Heart to Heart
- 1964 Ninety Years On
- 1966 Nelson – A Portrait in Miniature
- 1968 All on Her Own
- 1972 High Summer

## Filmografie
Zahlreiche Werke Rattigans wurden teils mehrfach verfilmt. An allen Adaptionen zu Lebzeiten war er entweder als Drehbuchautor oder Co-Autor beteiligt.   Darüber hinaus schrieb er auch Drehbücher nach Werken anderer und einige Originaldrehbücher. Durch seine ganze Karriere zieht sich die Zusammenarbeit mit dem Regisseur Anthony Asquith.

### Drehbuch
- 1937: Gypsy, Regie: Roy William Neill.

- 1940: Eine ruhige Hochzeit (Quiet Wedding, zusammen mit Anatole de Grunwald), Regie: Anthony Asquith.
- 1940: French without Tears (nach seinem Stück, zusammen mit Anatole de Grunwald und Ian Dalrymple), Regie: Anthony Asquith.
- 1942: The Day Will Dawn (mit Anatole de Grunwald), Regie: Harold French.
- 1942: Uncensored (mit Rodney Ackland und Wolfgang Wilhelm; basierend auf dem Buch von Oscar Millard), Regie: Anthony Asquith.
- 1944: English without Tears (mit Anatole de Grunwald), Regie: Harold French.
- 1945: Journey Together, Regie: John Boulting.
- 1945: The Way to the Stars (zusammen mit Anatole de Grunwald und Richard Sherman), Regie: Anthony Asquith.
- 1947: Brighton Rock (mit Graham Greene, nach dessen gleichnamigen Roman), Regie: John Boulting.
- 1947: While the Sun shines (mit Anatole de Grunwald), Regie: Anthony Asquith.
- 1948: Der Fall Winslow (The Winslow Boy, nach seinem eigenen Stück), Regie: Anthony Asquith.
- 1948: Straße des Lebens (Bond Street, mit Anatole de Grunwald und Rodney Ackland), Regie: Gordon Parry.
- 1950: Adventure Story (nach seinem eigenen Stück), BBC-Fernsehproduktion.
- 1951: Konflikt des Herzens (The Browning Version, nach seinem eigenen Stück), Regie: Anthony Asquith.
- 1952: Der unbekannte Feind (The Sound Barrier), Regie: David Lean.
- 1953: The Final Test (nach seinem Fernsehspiel), Regie: Anthony Asquith.
- 1954: Der Mann, der Rothaarige liebte (The man who loved redheads, nach seinem Stück Who is Sylvia?), Regie: Harold French.
- 1954: Lockende Tiefe (The Deep Blue Sea, nach seinem eigenen Stück), Regie: Anatole Litvak.
- 1955: The Browning Version (nach seinem eigenen Stück), Fernseh-Adaption.
- 1957: Der Prinz und die Tänzerin (The Prince and the Showgirl, nach seinem Stück The Sleeping Prince), Regie: Laurence Olivier.
- 1958: Getrennt von Tisch und Bett (Separate Tables, nach seinem eigenen Stück), Regie: Delbert Mann.
- 1961: Adventure Story (nach seinem eigenen Stück), Regie: Rudolph Cartier, BBC-Fernsehproduktion.
- 1963: Hotel International (The V.I.P.S), Regie: Anthony Asquith.
- 1964: Der gelbe Rolls-Royce (The Yellow Rolls-Royce), Regie: Anthony Asquith.
- 1969: Goodbye, Mr. Chips, (basierend auf dem gleichnamigen Roman von James Hilton), Regie: Herbert Ross.
- 1970: Separate Tables (basierend auf seinem eigenen Stück), Regie: Alan Cooke.
- 1973: Die Nelson-Affäre (A Bequest to the nation), basierend auf seinem eigenen Stück, Regie: James Cellan Jones.